# 6097 Koishikawa
A 6097 Koishikawa (ideiglenes jelöléssel 1991 UK2) a Naprendszer kisbolygóövében található aszteroida. Endate, K. és Vatanabe Kazuró fedezte fel 1991. október 29-én.